# حائط صد (كرة القدم)
حائط الصد في كرة القدم هو تقنية دفاعية تستخدم لتقليل فرص الفريق الخصم من إحراز هدف عند تنفيذه ركلة حرة مباشرة، وهي عبارة عن جدار دفاعي من لاعبي الفريق المدافع المصطفين على بعد 10 ياردات من نقطة تنفيذ الكرة الثابتة، للحد من زوايا التسديد وتشتيت الكرة. 

## تاريخ
حتى عام 1904 كانت جميع المخالفات في كرة القدم تنفذ بشكل غير مباشر، حيث يسمح للمدافعين بالوقوف على مسافة 6 ياردات، ثم تغيرت القاعدة وأصبح بإمكان اللاعب المهاجم تسديد مباشرة باتجاه المرمى مع الإبقاء على مسافة الستة ياردات والتي ازدادت بعدها بعشر سنوات لتصبح 10 ياردات، وفي العام 1970 أشار الاتحاد الإنجليزي بضرورة أن يكون تنفيذ المخالفة أمرا عادلا حيث سمح الاتحاد بأن ينظم المدافعون أنفسهم في حائط صد، إذ أن معظم اللاعبين يستطيعون التسجيل مباشرة من مسافة 20 متر تقريبا إن منحوا رؤية واضحة للمرمى.

## التنفيذ
يحتاج الفريق لبناء حائط صد إلى الاستعانة بثلاثة إلى خمسة لاعبين ويتم ذلك من خلال الاصطفاف في مواجهة اللاعب الذي ينفذ الركلة الحرة، باستثناء لاعب واحد يقف في مواجهة حارس المرمى. في الآونة الأخيرة يرى بعض المدربون بأن لحائط الصد دورا سلبيا بعد أن أصبح بإمكان المهاجم التسديد من فوق الحائط باتجاه الشباك بسهولة، فلجأ بعضهم من أجل منح الحارس رؤية أوضح إلى إنقاص عدد اللاعبين في الحائط أو التخلي عنه بالكامل.